# Kwangmyŏngsŏng 2

Le lanceur Unha-2.

Kwangmyŏngsŏng 2 (hangeul : 광명성 2호, hanja : 光明星 2號) est un satellite de communications lancé le 5 avril 2009 par la république populaire démocratique de Corée.

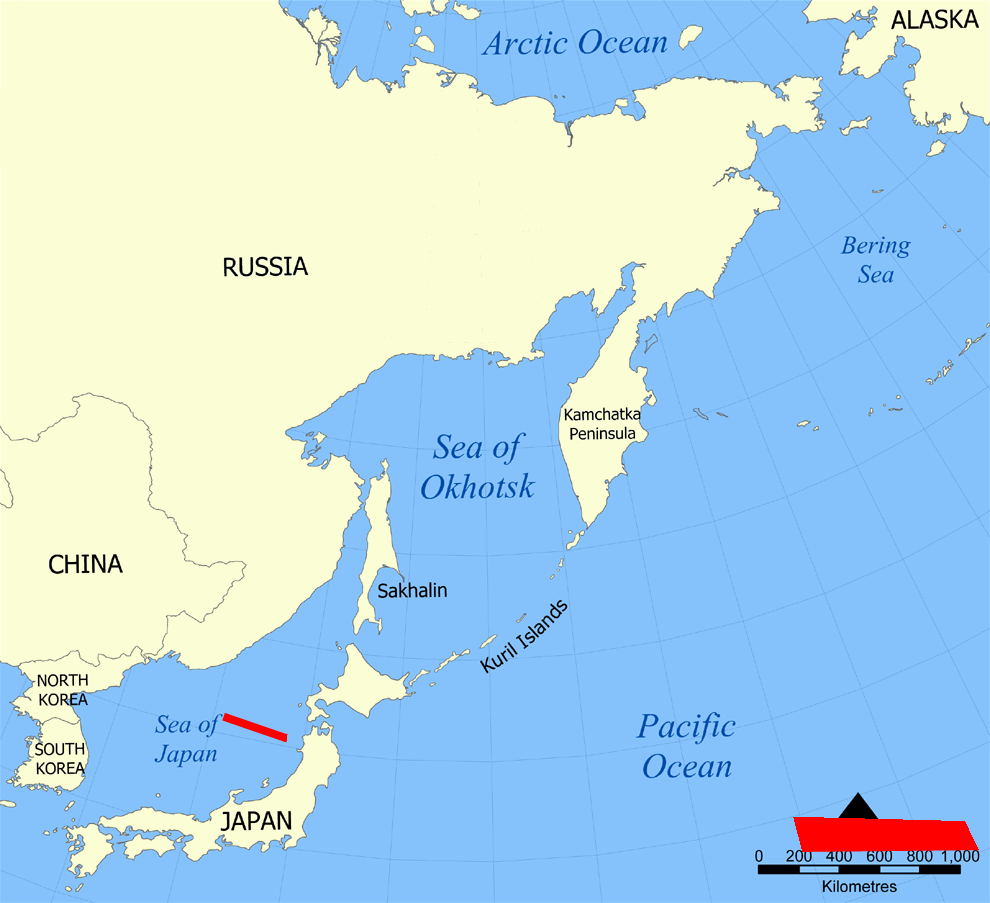
Zones de danger pour l'événement (en rouge) selon l'OACI.

La Corée du Nord a informé l'Organisation de l'aviation civile internationale (OACI) qu'elle lancerait un « satellite de communications » sur une fusée Unha-2 entre les 4 et 8 avril 2009. Ce supposé satellite a été nommé « Kwangmyŏngsŏng-2 », ce qui signifie « Voie Lactée 2 » en coréen ; selon le gouvernement nord-coréen, il effectuerait des révolutions en orbite, et diffuserait des chants patriotiques à la gloire du régime. Cependant, des analystes en sécurité militaire ont supposé qu’il s’agirait d’un test de missile balistique Taepodong-2 à longue portée qui pourrait potentiellement atteindre des cibles japonaises ou le continent américain.
Le 5 avril 2009, la fusée a été lancée vers 2 h 30 TU (11:30 heures KST). L'United States Northern Command a affirmé que le premier étage de la fusée est tombé dans la mer du Japon, tandis que l'autre partie de la fusée et sa charge tombaient dans l'océan Pacifique, et qu'aucun objet n’est entré en orbite. Le missile a volé apparemment 3 000 km avant de tomber dans l'océan (les autorités nord-coréennes ont cependant affirmé sur leur site officiel que le satellite a bien été mis en orbite avec succès). Selon les analystes sud-coréens, le Taepodong-2 aurait parcouru au moins 3 200 kilomètres,.